# 33994 Regidufour
33994 Regidufour este un asteroid din centura principală de asteroizi.

## Descriere
33994 Regidufour este un asteroid din centura principală de asteroizi. A fost descoperit pe 26 iulie 2000 la Needville de Observatorul din Needville. Asteroidul prezintă o orbită caracterizată de o semiaxă mare de 2,29 ua, o excentricitate de 0,04 și o înclinație de 4,5° în raport cu ecliptica.